# Udo Hanke
Udo Hanke (* 29. April 1947 in Dielheim) ist ein deutscher Sportwissenschaftler und Seniorprofessor am Institut für Sportwissenschaft der Humboldt-Universität zu Berlin.

## Leben und Ausbildung
Nach dem Abitur im Jahre 1964 am Gymnasium in Wiesloch studierte Udo Hanke Sportwissenschaft und Anglistik für das Lehramt an Gymnasien an der Ruprecht-Karls-Universität Heidelberg, das er in den Jahren 1972 und 1973 mit dem Ersten Staatsexamen abschloss.
Sein Referendariat leistete er als Lehramtsanwärter von 1973 bis 1974 in Heidelberg und Ladenburg ab. Zwischen 1975 und 1977 war Udo Hanke hauptamtlicher Projektmitarbeiter im Forschungsprojekt „Microteaching in der Sportlehrerausbildung“ am Institut für Sport und Sportwissenschaft der Ruprecht-Karls-Universität in Heidelberg, gefördert vom Bundesinstitut für Sportwissenschaft in Köln.
Danach arbeitete er für ein weiteres Jahr als hauptamtlicher Projektmitarbeiter im Forschungsprojekt „Medien für die Sportlehreraus- und -weiterbildung“ am Institut für Sport und Sportwissenschaft der Universität in Heidelberg. Im Jahre 1978 wechselte Udo Hanke an die Universität Stuttgart, wo er bis 1980 die Stelle eines Akademischen Rates am Institut für Leibesübungen innehatte.
Im gleichen Jahr promovierte er zum Dr. phil. an der Fakultät für Sozial- und Verhaltenswissenschaften der Ruprecht-Karls-Universität in Heidelberg. Seine Dissertation Training des Lehrverhaltens von Sportstudenten. Ein Vergleich zweier Trainingsverfahren auf der Basis des Microteaching beurteilten die Gutachter mit „magna cum laude“.
Nach seiner Promotion war Udo Hanke bis 1982 an der Pädagogischen Hochschule Heidelberg hauptamtlicher Projektmitarbeiter im Forschungsprojekt Entwicklung von Methoden zur Erfassung handlungsleitender Kognitionen bei Lehr- und Lernprozessen im Sport gefördert vom Bundesinstitut für Sportwissenschaft in Köln.
Im Wintersemester 1982/1983 erhielt er eine Gastprofessur für Sportdidaktik am Institut für Sportwissenschaften der Johann Wolfgang Goethe-Universität in Frankfurt/Main.
Ab 1983 erfüllte er bis zu seiner Habilitation im Jahre 1989 die Aufgaben eines Hochschulassistenten (C 1) am Institut für Sport und Sportwissenschaft der Ruprecht-Karls-Universität in Heidelberg.
Für seine an der Fakultät für Sozial- und Verhaltenswissenschaften der Ruprecht-Karls-Universität in Heidelberg eingereichte Habilitationsschrift Analyse und Modifikation des Sportlehrer- und Trainerhandelns. Ein Integrationsentwurf wurde ihm 1990 in Loughborough (UK) als erstem europäischen Sportwissenschaftler aus den Händen von Princess Anne (in ihrer Eigenschaft als IOC-Mitglied) der J.A. Samaranch Preis für die beste sportpädagogische Veröffentlichung verliehen.
Bevor Udo Hanke 1994 den Ruf auf eine C4-Professur für Sportwissenschaft an der Universität Koblenz-Landau, Campus Landau annahm, war er von 1990 bis 1994 C3-Professor für Sportpädagogik/Sportdidaktik an der Friedrich-Alexander-Universität Erlangen-Nürnberg.
Nach seiner Pensionierung im September 2013 übernahm Udo Hanke von Oktober 2013 bis 2020 auf Anfrage eine Seniorprofessur am Institut für Sportwissenschaft der Humboldt-Universität zu Berlin, danach betreute er dort als Lehrbeauftragter bis 2023 Bachelor- und Masterarbeiten.
Udo Hanke lebt mit seiner Familie in Heidelberg, er überquerte mit dem Rennrad die Alpen von Montreux nach Nizza, durchquerte zweimal die Pyrenäen von Biarritz nach Perpignan und nahm mehrfach am Alpenbrevet teil.

## Arbeits- und Forschungsschwerpunkte
Udo Hanke lehrt hauptsächlich sportpädagogische bzw. sportdidaktische Themen wie Spezielle Sportdidaktik der Sekundarstufe I, Sport in der Grundschule, Sportpsychologie und Sportsoziologie, im Praxisbereich Radsport in der Schule und Wintersport. Darüber hinaus widmen sich seine Lehrveranstaltungen den Gebieten Sport und Umwelt, Sport und Medien, Sport und Gesundheit. Den Ausgangspunkt seiner Forschungen bildet das handlungsorientierte Lehrertraining, zu dem er zahlreiche Veröffentlichungen vorgelegt hat, darunter ein Trainingsprogramm zur Modifikation des Sportlehrer- und Trainerhandelns. Eng damit verknüpft sind seine Studien zur Experten-Novizen-Forschung im Bereich des Sportlehrer- und Trainerhandelns. Darüber hinaus konzentrieren sich seine Untersuchungen auf Subjektive Feedbacktheorien bei Trainerinnen der Rhythmischen Sportgymnastik. Er war Mitverfasser des gemeinsam vom Deutschen Sportlehrerverband (DSLV), dem Deutschen Olympischen Sportbund (DOSB) und der Deutschen Vereinigung für Sportwissenschaft (dvs) 2009 veröffentlichten „Memorandums zum Schulsport“.
Zusätzlich produziert Udo Hanke als Mediendidaktiker zahlreiche Lehrfilme für den Einsatz sowohl in der Sportlehrerausbildung, als auch in der Übungsleiteraus- und -weiterbildung. Mit den unterschiedlichsten Instituten und Firmen konnte er mehr als 20 Lehrvideos erstellen, darunter zahlreiche prämierte Filme wie Bewegungstherapie und Sport in Herzgruppen, der das Prädikat „cum laude“ auf der Medicinale in Parma 1989 und das Filmband in Bronze auf dem Internationalen Sportfilm - Filmfestival in Berlin 1989 erhielt.

## Ehrenamtliche Tätigkeiten
Udo Hanke war von 2006 bis 2015 Präsident des Deutschen Sportlehrerverbandes und Vorsitzender der Forschungsgruppe Unterrichtsmedien im Sport, mit der er gemeinsam mit Prof. Dr. Fritz Dannenmann und mit Unterstützung der KMK-Kommission Sport das Medienprojekt „Gelingender Sportunterricht“ initiierte.
Mit Dr. H. Bergdolt gründete er 1973 die erste ambulante Herzgruppe Deutschlands, die er seit dieser Zeit ohne Unterbrechung ebenso wie weitere Präventions-Sportgruppen leitet. Seit 1986 ist er Ausbilder für Übungsleiter im Baden-Württembergischen und im Badischen Behinderten- und Rehabilitationssportverband, dessen Präsidium er von 2010 bis 2014 als Vizepräsident für Breitensport angehörte.
Im Dezember 2015 verlieh ihm der Deutsche Olympische Sportbund für seine besonderen Verdienste um die Förderung und Entwicklung des Sports die Goldene Ehrennadel.